# Ecce Homo (MNAA)
O Ecce Homo é uma pintura a óleo sobre madeira de carvalho realizada cerca de 1570, não estando de forma indubitável definida a autoria da obra que a Matriznet equaciona como pertencendo à oficina do pintor do gótico português Nuno Gonçalves.
A obra representa o episódio bíblico narrado no Evangelho segundo São João (19.5), em que  Jesus (flagelado, atado e com a coroa de espinhos) foi apresentado com a expressão "Ecce homo" ("Eis o Homem") pelo governador da província da Judeia Pôncio Pilatos à multidão hostil, a quem Pilatos submeteu o destino final de Cristo (e daí "lavava as mãos", ou seja, eximia-se à responsabilidade da decisão).

## Descrição
Sobre um fundo escuro, Cristo com a auréola da sua santidade surge martirizado com uma corda ao pescoço que, descendo ao longo do peito nu, vai prender os pulsos. O lenço branco que cobre a cabeça, os olhos, os ombros e os braços, contribui para acentuar o dramatismo do quadro, o que é ainda realçado pela coroa de espinhos que trespassa o pano.
Para o académico Pedro Dias "o Ecce-Homo do MNAA é a mais impressionante representação de Cristo de todo o Quatrocentos. Captou com rara mestria a angústia e solidão do Condenado, fazendo ressaltar a anatomia martirizada e, baixando o pano, como que para não fitar os olhos Daquele que tudo passava em silêncio para salvação da humanidade" e que "o autor conseguiu a simbiose perfeita entre o homem e Deus, mostrando-nos o corpo macerado, mas escondendo os olhos, retratando o martírio e glória do Filho de Deus como nenhum outro pintor até hoje o conseguiu fazer".

## História
A pintura foi durante algum tempo, atribuída a Nuno Gonçalves dado os supostos paralelismos estilísticos com outras obras atribuídas ao pintor, nomeadamente os Painéis de São Vicente de Fora. Por exemplo, o académico Pedro Dias sustentou que o autor foi indiscutivelmente Nuno Gonçalves.
Mas já antes o historiador José de Figueiredo considerava a obra como um cópia de uma pintura original de meados do século XV, opinião que não teve imediatos seguidores, mas que foi a seguida no catálogo da exposição realizada em Paris em 1931.
A leitura dendrocronológica do suporte, efectuada em 2001, indica, de facto, uma cronologia mais tardia do que a geralmente admitida, situando a criação da obra no terceiro quartel do século XVI. E assim, alguma da historiografia mais recente tem-na considerado como uma cópia quinhentista de uma imagem antiga. Existem cópias ou versões muito próximas nas reservas do Museu Nacional de Arte Antiga (estas sobre tela), e no Museu de Setúbal/Convento de Jesus e no Museu Rainha Dona Leonor em Beja, estas sobre madeira. 
Quando da extinção das ordens religiosas e a nacionalização dos bens da Igreja a obra entrou no património do Estado.
Outras versões
- Ecce Homo (Século XV) no Museu Rainha D. Leonor, Beja
- Ecce Homo no Museu de Setúbal
- Ecce Homo de Jan Provoost
- Ecce Homo (c. 1520-30) de Cristóvão de Figueiredo no MNAA, Lisboa

## Ligação externa
- Página Oficial do Museu Nacional de Arte Antiga,